# Gare de Condat - Le Lardin
La gare de Condat - Le Lardin est une gare ferroviaire française située sur le territoire de la commune du Lardin-Saint-Lazare, à proximité de Condat-sur-Vézère, dans le département de la Dordogne en région Nouvelle-Aquitaine.
Elle a été mise en service en 1860 par la Compagnie du chemin de fer de Paris à Orléans (PO). C'est une gare de la Société nationale des chemins de fer français (SNCF), desservie par des trains TER Nouvelle-Aquitaine.

## Situation ferroviaire
Établie à 86 mètres d'altitude, la gare de bifurcation de Condat - Le Lardin est située au point kilométrique (PK) 122,466 de la ligne de Coutras à Tulle, entre les gares de La Bachellerie et de Terrasson-Lavilledieu et au PK 124,9 de la ligne de Condat - Le Lardin à Sarlat déclassée.

## Histoire

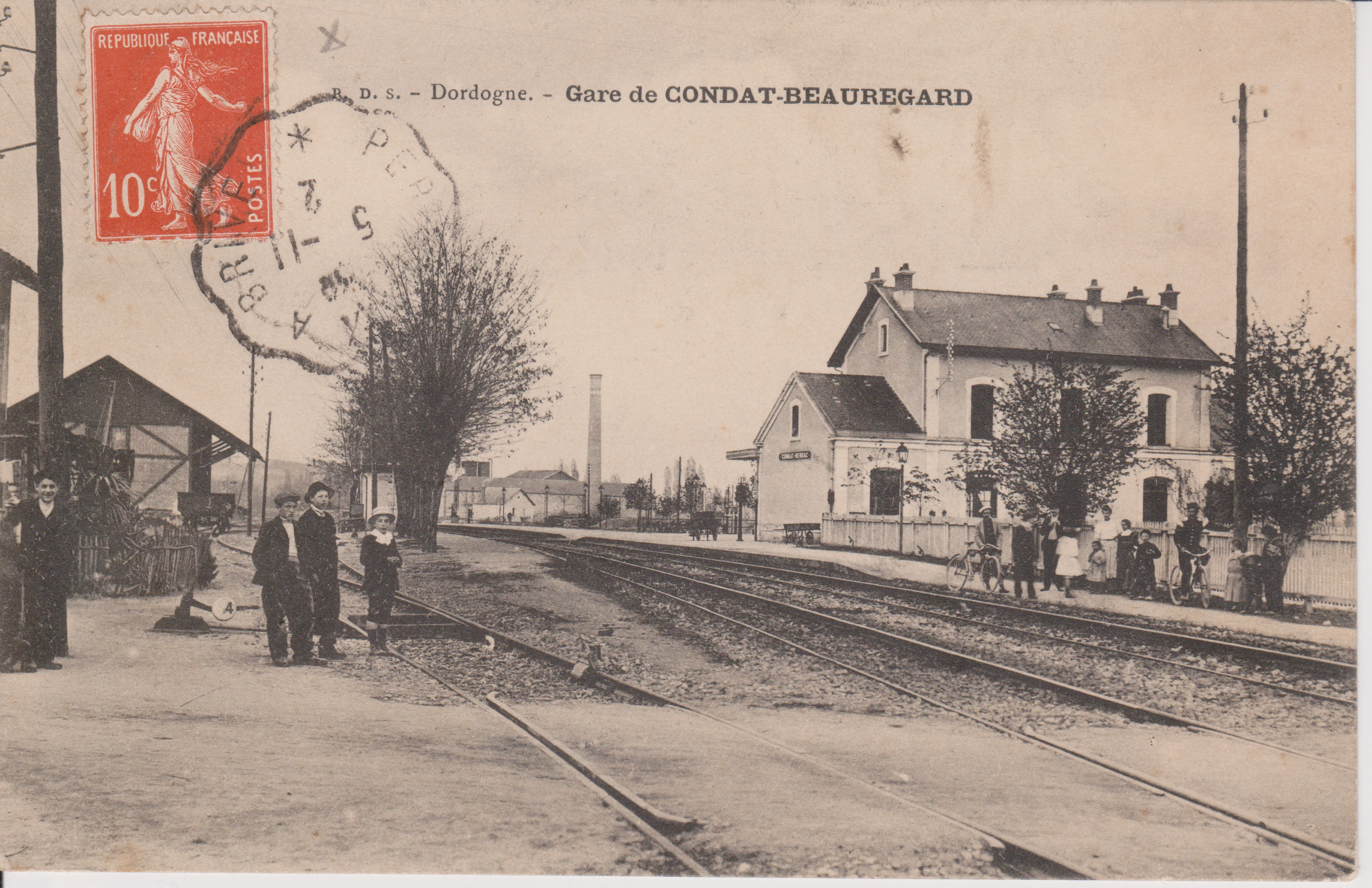
La gare de Condat - Beauregard.

La station de Condat a été mise en service le 17 septembre 1860 par la Compagnie du chemin de fer de Paris à Orléans (PO), lorsqu'elle a ouvert la section de Périgueux à Brive-la-Gaillarde.
La recette annuelle de la station de « Condat » est de 161 837 francs en 1878, de 167 879 francs en 1881, de 138 098 francs en 1882, et de 113 383 francs en 1886.

Compte tenu des noms successifs de l'actuelle commune du Lardin-Saint-Lazare sur le territoire de laquelle est implantée la gare, cette dernière a porté les noms successifs de « Condat », puis « Condat - Beauregard », puis « Condat - Bersac » et enfin, « Condat - Le Lardin ».

## Fréquentation
La fréquentation de la gare est détaillée dans le tableau ci-dessous :
|           | 2015   | 2016   | 2017   | 2018   | 2019   | 2020   | 2021   | 2022   | 2023   | 2024   |
| --------- | ------ | ------ | ------ | ------ | ------ | ------ | ------ | ------ | ------ | ------ |
| Voyageurs | 33 378 | 32 350 | 33 306 | 28 841 | 28 351 | 15 934 | 21 220 | 28 892 | 33 315 | 39 491 |

## Service des voyageurs

### Accueil

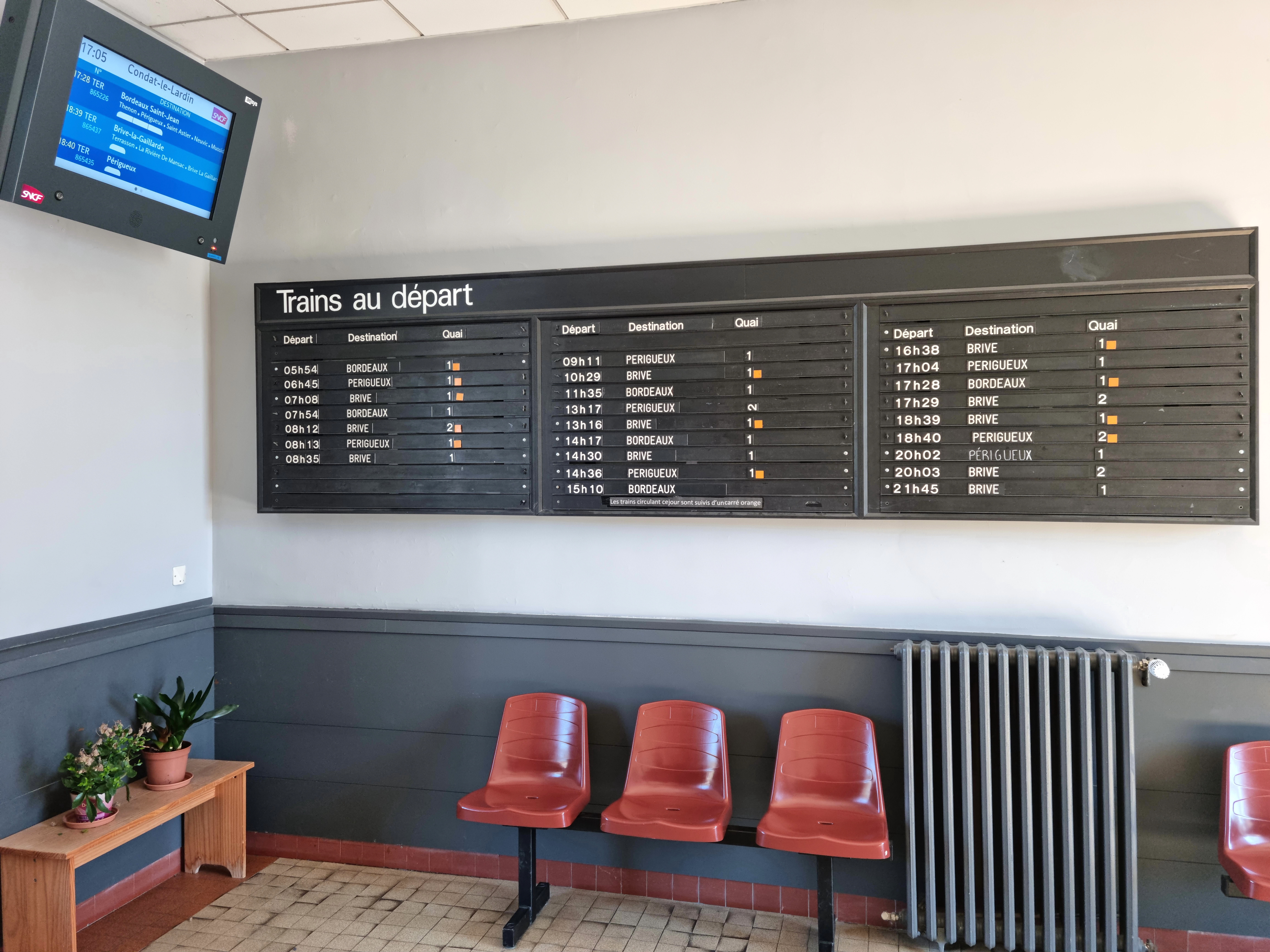
Intérieur du bâtiment voyageurs.

Halte SNCF, elle dispose d'un bâtiment voyageurs, avec guichet, ouvert tous les jours.

### Desserte
Condat - Le Lardin est desservie par des trains TER Nouvelle-Aquitaine, qui effectuent des missions entre les gares de Bordeaux-Saint-Jean ou Périgueux et de Brive-la-Gaillarde.

### Intermodalité
Un parking pour les véhicules y est aménagé.
La ligne d'autocar régionale numéro 320, reliant Brive-la-Gaillarde à Montignac-Lascaux dessert quotidiennement la gare de Condat - Le Lardin. 

## Service des marchandises
Cette gare est ouverte au service du fret (train massif seulement).

## Galerie de photographies

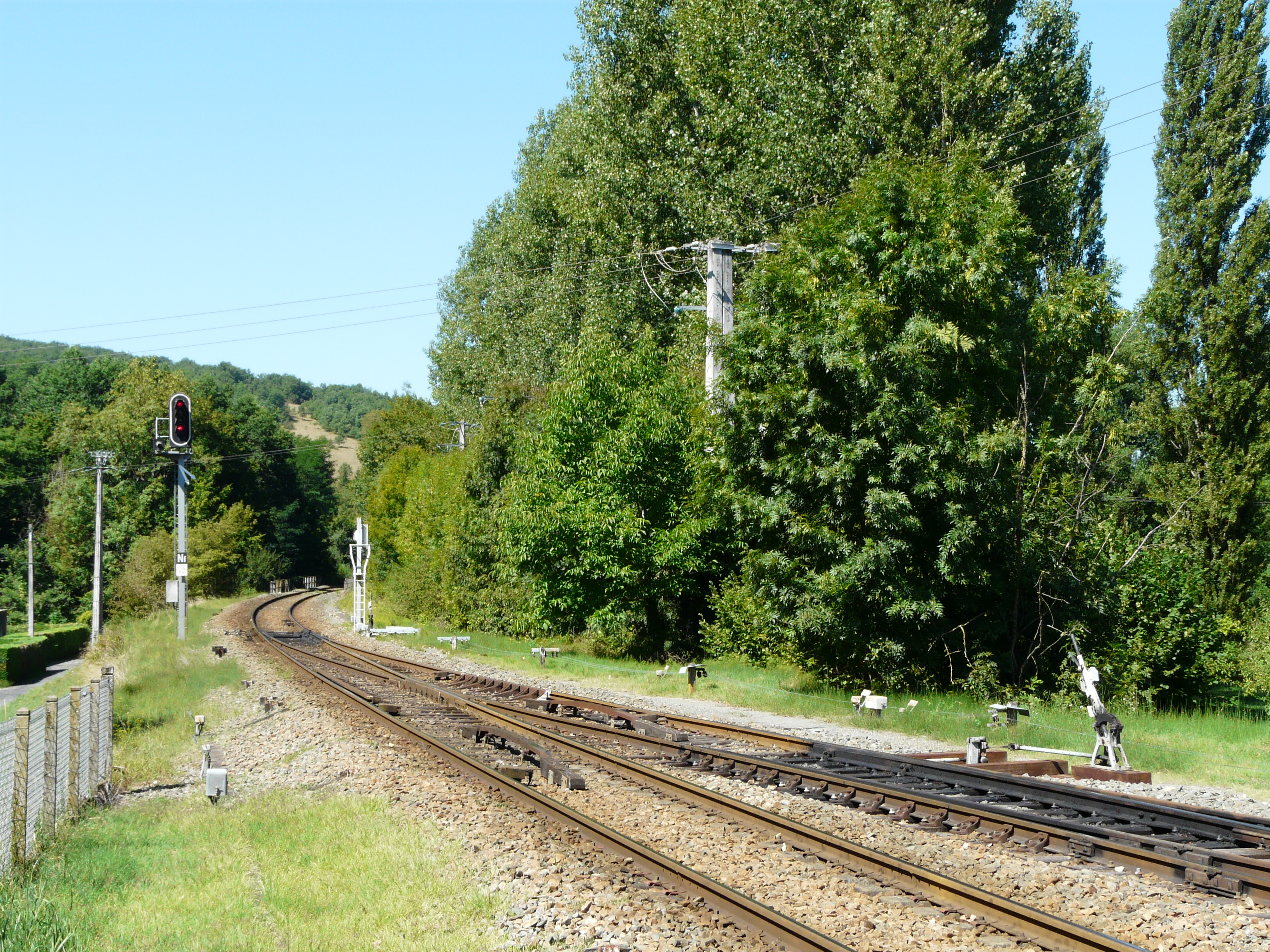
Les voies en direction de Périgueux.
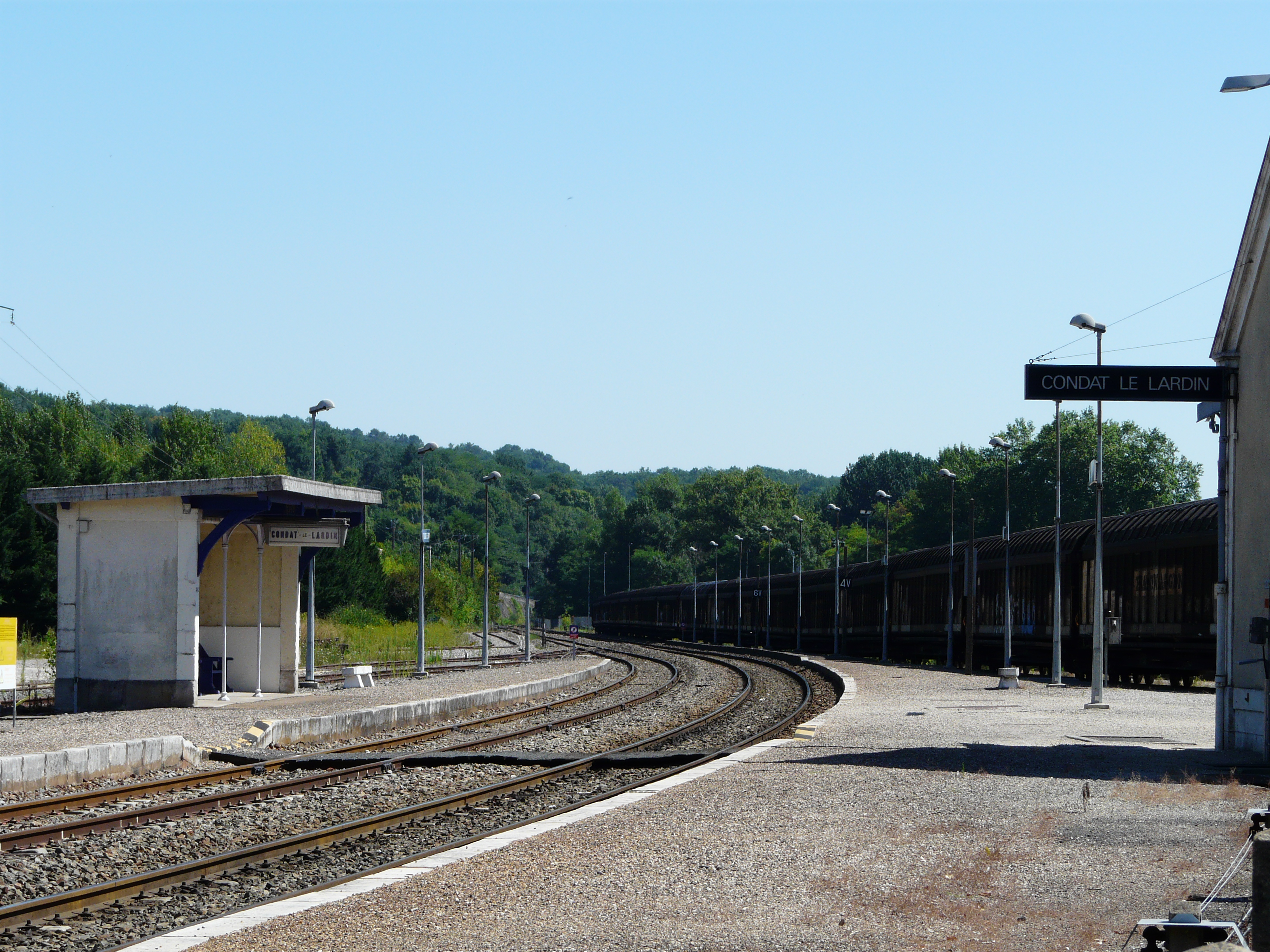
Les voies en direction de Brive.